# Liga dos Campeões Árabes
A Liga dos Campeões Árabes (em inglês: Arab Club Champions Cup, em árabe: كأس العرب للأندية الأبطال) é uma competição anual de futebol organizada pela UAFA, sem a chancela da AFC ou CAF e é disputada pelos melhores clubes do mundo árabe. O torneio geralmente é disputado por 38 times - 19 da Ásia e 19 da África. 
Fundada em 1981, a Copa foi organizada em conjunto com a Copa Árabe dos Campeões de Copa e a Supercopa Árabe no periodo que foi dos anos 1990 até meados dos anos 2000, sendo fusionada com esses torneios no ano de 2002. O torneio possui relevada importância no calendário para os países participantes, sendo até mesmo considera a primeira competição intercontinental em prioridade devido ao orgulho árabe envolvido. O clube saudita Al-Nassr é o atual campeão.

## Membros
É composta por clubes dos seguintes países:
Países da AFC
| - Arábia Saudita - Bahrein - Emirados Árabes Unidos - Iêmen - Iraque - Jordânia - Kuwait - Líbano - Omã - Palestina - Catar |

Países da CAF
| - Argélia - Comores - Djibuti - Egito - Tunísia - Líbia - Mauritânia - Marrocos - Sudão |

## Títulos Por Clube[6]
| Clube           | Títulos | Anos                | Vices                    |
| --------------- | ------- | ------------------- | ------------------------ |
| Espérance       | 3       | (1993, 2009 e 2017) | 2 (1986 e 1995)          |
| Al Karkh        | 3       | (1985, 1986 e 1987) | 0                        |
| Al Hilal        | 2       | (1994 e 1995)       | 3 (1989, 2018-19 e 2023) |
| Al Shabab       | 2       | (1992 e 1999)       | 1 (1998)                 |
| Sfaxien         | 2       | (2000 e 2004)       | 1 (2005)                 |
| Raja Casablanca | 2       | (2006, 2019–20)     | 1 (1996)                 |
| Al-Ittifaq      | 2       | (1984 e 1988)       | 0                        |
| Sétifienne      | 2       | (2007 e 2008)       | 0                        |
| Étoile du Sahel | 1       | (2018-19)           | 0                        |
| Al Ittihad      | 1       | (2005)              | 3 (1987, 1994, 2019–20)  |
| Africain        | 1       | (1997)              | 2 (1988 e 2002)          |
| Wydad           | 1       | (1989)              | 2 (2008 e 2009)          |
| Al Ahly         | 1       | (1996)              | 1 (1997)                 |
| Al Ahli         | 1       | (2002)              | 0                        |
| Al Sadd         | 1       | (2001)              | 0                        |
| Al Shorta       | 1       | (1982)              | 0                        |
| WA Tlemcen      | 1       | (1998)              | 0                        |
| Zamalek         | 1       | (2003)              | 0                        |
| USM Alger       | 1       | (2013)              | 0                        |
| Al-Nassr        | 1       | (2023)              | 0                        |
| Al-Jaish        | 0       | 0                   | 2 (1999 e 2000)          |
| Al Arabi Kuwait | 0       | 0                   | 2 (1992 e 2013)          |
| Al Faisaly      | 0       | 0                   | 2 (2007 e 2017)          |
| Al Kuwait       | 0       | 0                   | 1 (2003)                 |
| Al Nejmeh       | 0       | 0                   | 1 (1982)                 |
| ENPPI           | 0       | 0                   | 1 (2006)                 |
| Ismaily         | 0       | 0                   | 1 (2004)                 |
| Kenitra         | 0       | 0                   | 1 (1984)                 |
| MC Oran         | 0       | 0                   | 1 (2002)                 |
| Muharraq        | 0       | 0                   | 1 (1993)                 |
| USM El Harrach  | 0       | 0                   | 1 (1985)                 |

## Títulos Por País
| País           | Títulos | Vices |
| -------------- | ------- | ----- |
| Arábia Saudita | 9       | 7     |
| Tunísia        | 7       | 5     |
| Argélia        | 4       | 2     |
| Iraque         | 4       | 1     |
| Marrocos       | 3       | 4     |
| Egito          | 2       | 3     |
| Catar          | 1       | 0     |
| Kuwait         | 0       | 3     |
| Síria          | 0       | 2     |
| Jordânia       | 0       | 2     |
| Bahrein        | 0       | 1     |
| Líbano         | 0       | 1     |

## Títulos por Federação
| Federação | Títulos | Vices |
| --------- | ------- | ----- |
| CAF       | 16      | 14    |
| AFC       | 14      | 16    |